# GLaDOS

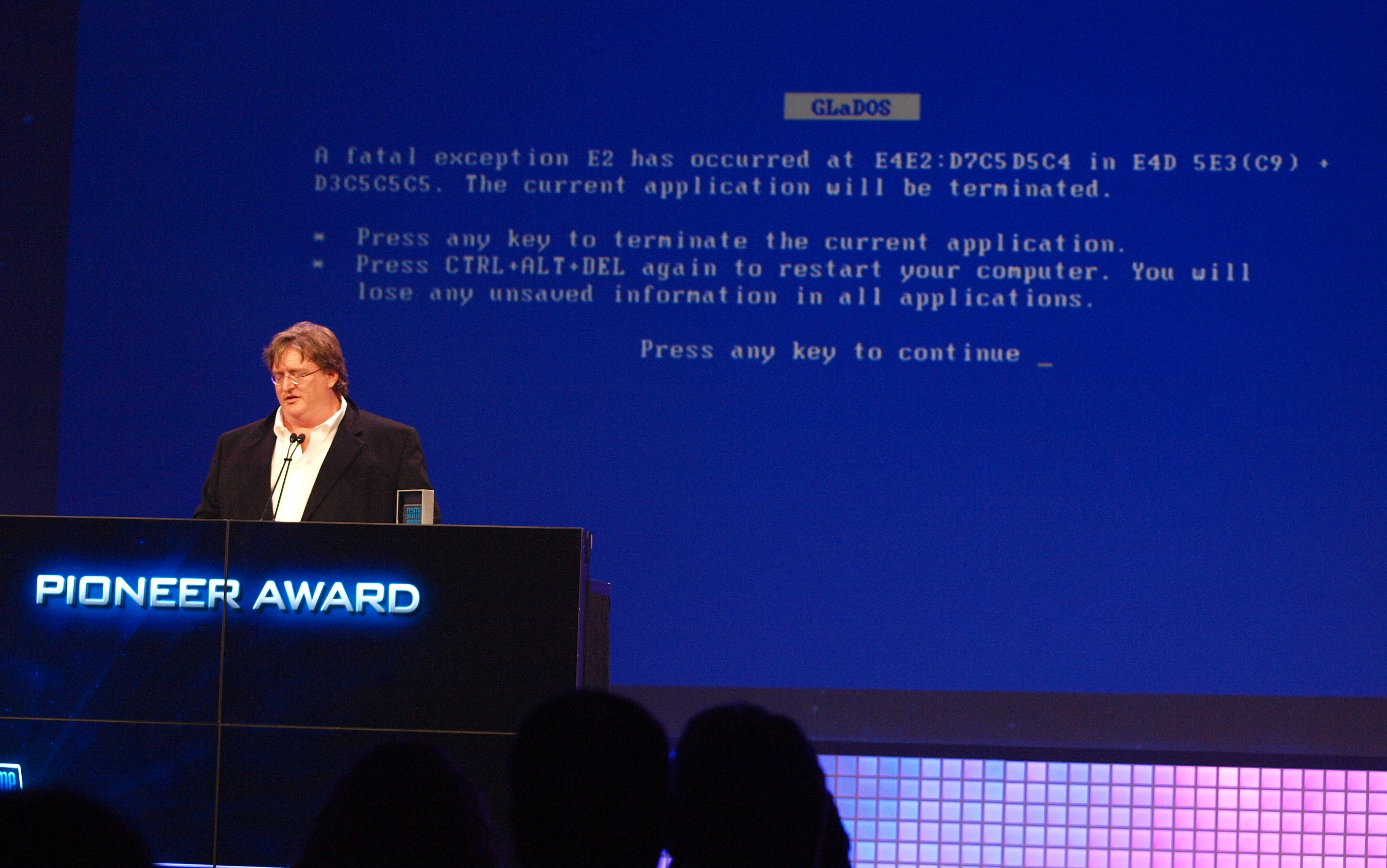
GLaDOS - modrá smrt

GLaDOS, plným jménem Genetic Lifeform and Disk Operating System, je hlavní protivník ve videohrách Portal a Portal 2. Jedná se o uměle inteligentní počítačový systém; postupně prošla několika různými provedeními. Byla vytvořena Erikem Wolpawem a Kim Swiftovou a nadabována americkou operní pěvkyní Ellen McLainovou.
Je zodpovědná za testování a údržbu ve firmě Aperture Science v obou videohrách. Zatímco z počátku se zdá být jen hlasem, který vede hráče celou hrou, její slova a činy se začínají stávat stále škodlivějšími, než jsou její zlé úmysly jasné. Během hry se hráč dozví, že před událostmi hry Portal použila neurotoxin, aby zabila vědce v laboratořích Aperture Laboratories.
Byla zničena na konci Portalu charakterem hráče, Chell. Její hlas je však použit v písni Still alive, která zní po dohrání hry.